# Consejo de Asesores del Presidente
El Consejo de Asesores del señor Presidente de la Nación es un organismo asesor del Presidente de la Nación Argentina en cuestiones varias.
Todos los miembros del Consejo Asesor ejercen una función ad honorem, es decir, no perciben ninguna remuneración del gobierno, ni directa ni indirectamente.
El Consejo se encuentra sin jefe de Gabinete desde el 21 de julio de 2025, tras la renuncia de Demian Reidel.

## Autoridades
- Jefe de Gabinete de Asesores: Vacante
- Miembros: Alec Oxenford, Eduardo Bastitta Harriet, Sebastián Braun, Ramiro Castiñeira, Miguel Boggiano, Julio Goldstein y Ariel Coremberg
- Exmiembros: Ramiro Marra, Fausto Spotorno, Teddy Karagozian y Demian Reidel

## Historia
La creación del organismo fue un anuncio de campaña, realizado en agosto de 2023, de Javier Milei para las elecciones presidenciales. Los miembros del organismo serían el ex viceministro de Economía Carlos Rodríguez, el exministro de economía Roque Fernández y el ex director de la CNV Darío Epstein. Finalmente, tras la investidura presidencial de Javier Milei, crearía el organismo a través del Decreto 558/2024, pero con una serie de modificaciones. El consejo ya no sería exclusivamente de cuestiones económicas, y los miembros de este fueron completamente diferentes a los presentados en campaña.
La primera función de este consejo fue el diseño de un proyecto en desarrollo con el objetivo de convertir a Argentina en un polo tecnológico especialmente relacionado con la Inteligencia artificial. Para esto, el jefe de Gabinete de Asesores, Demian Reidel, viajó junto al presidente a Estados Unidos y concretó reuniones con empresarios relacionados con estas industrias, como Mark Zuckerberg, Sundar Pichai, Greg Brockman, Marc Andreessen, John Giannandrea, Alexandr Wang, Shaun McGuire, Anatoly Yakovenko y Tim Cook.